# Fender Showmaster
La Fender Showmaster est une guitare électrique fabriqué à partir de 1998 par la société Fender, avec les caractéristiques d'une super strat.

## Histoire
Durant années 1980, les superstrats, guitare hybride entre la Les Paul et la Stratocaster, deviennent populaires parmi les nombreux guitaristes de hard rock et de métal, qui se multiplient au cours de cette décennie. De nombreux fabricants de guitares proposent des instruments avec ces spécificités dans leur game standard et les fabricants les plus notables sont Ibanez, Jackson, Charvel, Carvin et Yamaha. Cependant, Fender a un succès limité pour ce style de musicien et bien qu'étant instigateur de la forme par la Stratocaster, la firme fait pale figure face à la concurrence. 
La Showmaster, introduite en 1998 est donc la première incursion de Fender dans le créneau des superstrats. Gene Baker, Luthier du Custom Shop de Fender, est responsable de la création de ce modèle à manche collé et table sculptée. Les premiers instruments Showmaster sont, à l'origine, estampillés Stratocaster mais ils restent rares. La version américaine de cette Stratocaster contemporaine  comporte un set de micros inspiré par les préférences de l'époque avec deux micros simple Fender Texas Special dans en positions manche et milieu, un Seymour Duncan '59 Jeff Beck Trembucker en position chevalet et un trémolo à verrouillage de luxe à couteaux.

## Construction
La Fender Showmaster est sorti du Custom Shop Fender. Elle comporte, dans un premier temps, une table en érable sculpté à la main doté d'un binding crème, un manche en érable collé, un corps en acajou. 
Des modèles plus récents tels que le Showmaster Elite, utilisent des bois plus exotiques tels que le lacewood et l'érable spalted pour la table et le dos, des configurations de micros HSS ou HH comprenaient des micros humbucker Seymour Duncan '59 Trembucker couplés à une paire de Fender Custom Shop Fat '50s single-coil.
Tous les modèles haut de gamme avec table sculpté de Showmaster sont fabriqués sur commandes et sont livrés avec un choix de chevalet, des touches en palissandre incrustées d'ormeaux muni de 24 frettes, des micros Seymour Duncan, de mécaniques verrouillables et un sillet à rouleaux LSR. La version Blackout est livrée avec un sillet en graphite, pas d'incrustations de touche et des humbuckers Fender au lieu de Seymour Duncan sur certaines variantes.
La principale caractéristique distinctive des Fender Showmasters — à l'exception de la Flat Head — des autres superstrats est la luxueuse table en érable sculpté flammée avec le binding crème. La série Showmaster comprend également une version 7 cordes avec un chevalet stop-tail introduit en 1999-2000 pour être abandonné deux ans plus tard. La caractéristique la plus distincte des Showmaster Elites était l'inclusion d'une tête de formeTelecaster peinte en noir avec des boutons de mécanique nacrés.

## Modèles Squier
Squier, la marque asiatique de Fender,  produit également la Showmaster. La plupart des Squier Showmasters sont fabriquées en Chine. La ligne comprenait un modèle signature Jason Ellis. Il existe aussi des Squier Showmasters marqués "Crafted in Indonesia" (spécifications: HSS, 22 frettes, touche en palissandre, vibrato standard à deux points).
Quelques Squier neck-thru V4 Stagemasters fabriqués en Corée sont renommés Squier Showmasters en 2002 lorsque Fender abandonne le nom Stagemaster en raison d'une revendication de marque déposée par Kramer. On ne sait pas exactement combien de neck-thrus V4 ont été fabriqués avec la marque Showmaster.